# Donostia International Physics Center
Donostia International Physics Center (DIPC) es una fundación con sede en San Sebastián creada en 1999 con intención de promover la investigación científica básica en ciencia de materiales.

## Descripción
Está regida por un patronato cuyos miembros actuales son: el Gobierno Vasco, la Diputación Foral de Guipúzcoa, el Ayuntamiento de San Sebastián, la Universidad del País Vasco, Kutxa, EDP (anteriormente Naturgas, desde 2004), Telefónica (desde 2005), y CAF. Anteriormente también participaron en la fundación Iberdrola (entre 2000 y 2003 y Mapfre (entre 2008 y 2013).
Desde su creación siempre ha estado presidida por Pedro Miguel Echenique, y siempre ha tenido un fuerte compromiso con la internacionalización. 

La mejor forma de que nuestros investigadores se eduquen en Ciencia es que lo hagan junto a los científicos que la hacen bien, por eso es tan importante la internacionalización
Pedro Miguel Echenique, durante la inauguración

En el año 2010 tenía una red de 1.228 científicos externos colaboradores y ya había propiciado la publicación de 1.200 artículos en revistas especializadas.
En 2008, el DIPC fue seleccionado como Basque Excellence Research Center (BERC) por el Departamento de Educación del Gobierno Vasco, y en 2019, fue reconocido como Centro de Excelencia Severo Ochoa por el Ministerio de Ciencia e Innovación. 
En el año 2022, el DIPC contaba con más de 50 investigadores con contrato indefinido o de titularidad, unos 110 posdoctorales, estudiantes de doctorado y otros investigadores con contratos temporales y unos 40 empleados no científicos. El centro acogió a más de 170 visitantes científicos ese año.